# Chazelles-sur-Lavieu
Pour les articles homonymes, voir Chazelles.
Chazelles-sur-Lavieu est une commune française située dans le département de la Loire en région Auvergne-Rhône-Alpes, et faisant partie de Loire Forez Agglomération.

## Géographie
| Verrières-en-Forez |                      | Lézigneux             |
|                    | Chazelles-sur-lavieu | Lavieu                |
| Gumières           |                      | Saint-Jean-Soleymieux |

### Climat
Pour des articles plus généraux, voir Climat d'Auvergne-Rhône-Alpes et Climat de la Loire.
En 2010, le climat de la commune est de type climat des marges montargnardes, selon une étude du Centre national de la recherche scientifique s'appuyant sur une série de données couvrant la période 1971-2000. En 2020, Météo-France publie une typologie des climats de la France métropolitaine dans laquelle la commune est exposée à un climat de montagne ou de marges de montagne et est dans la région climatique Nord-est du Massif Central, caractérisée par une pluviométrie annuelle de 800 à 1 200 mm, bien répartie dans l’année.
Pour la période 1971-2000, la température annuelle moyenne est de 8,5 °C, avec une amplitude thermique annuelle de 15,7 °C. Le cumul annuel moyen de précipitations est de 975 mm, avec 10,6 jours de précipitations en janvier et 7,6 jours en juillet. Pour la période 1991-2020, la température moyenne annuelle observée sur la station météorologique de Météo-France la plus proche, « Saint-Anthème », sur la commune de Saint-Anthème à 7 km à vol d'oiseau, est de 6,9 °C et le cumul annuel moyen de précipitations est de 1 346,5 mm,. Pour l'avenir, les paramètres climatiques de la commune estimés pour 2050 selon différents scénarios d'émission de gaz à effet de serre sont consultables sur un site dédié publié par Météo-France en novembre 2022.

## Urbanisme

### Typologie
Au 1er janvier 2024, Chazelles-sur-Lavieu est catégorisée commune rurale à habitat dispersé, selon la nouvelle grille communale de densité à sept niveaux définie par l'Insee en 2022.
Elle est située hors unité urbaine. Par ailleurs la commune fait partie de l'aire d'attraction de Montbrison, dont elle est une commune de la couronne,. Cette aire, qui regroupe 27 communes, est catégorisée dans les aires de moins de 50 000 habitants,.

### Occupation des sols
L'occupation des sols de la commune, telle qu'elle ressort de la base de données européenne d’occupation biophysique des sols Corine Land Cover (CLC), est marquée par l'importance des forêts et milieux semi-naturels (61,3 % en 2018), une proportion sensiblement équivalente à celle de 1990 (60,9 %). La répartition détaillée en 2018 est la suivante : 
forêts (61,3 %), zones agricoles hétérogènes (20,7 %), prairies (18 %). L'évolution de l’occupation des sols de la commune et de ses infrastructures peut être observée sur les différentes représentations cartographiques du territoire : la carte de Cassini (XVIIIe siècle), la carte d'état-major (1820-1866) et les cartes ou photos aériennes de l'IGN pour la période actuelle (1950 à aujourd'hui).

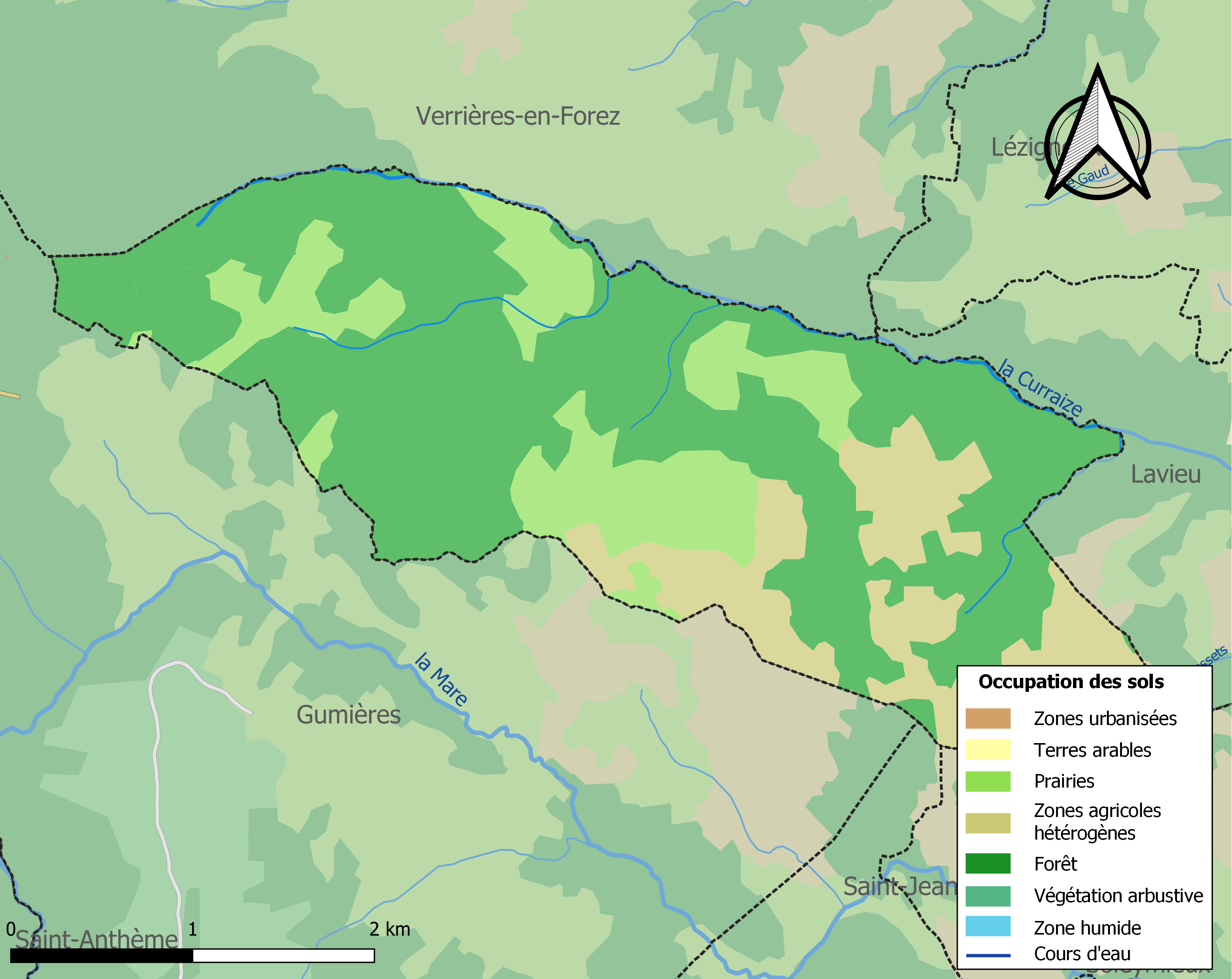
Carte des infrastructures et de l'occupation des sols de la commune en 2018 (CLC).

## Blasonnement
|  | Les armoiries de Chazelles-sur-Lavieu se blasonnent ainsi : D’argent à la fasce d’azur frettée de huit pièces d’or. |

## Politique et administration
| Période                                  | Période                      | Identité                                               | Étiquette | Qualité   |
| ---------------------------------------- | ---------------------------- | ------------------------------------------------------ | --------- | --------- |
| Les données manquantes sont à compléter. |                              |                                                        |           |           |
| mars 1995                                | 2008                         | Claude Chaut                                           |           |           |
| 2008                                     | En cours (au 3 juillet 2020) | Christiane Brun-Jarry, Réélue pour le mandat 2020-2026 | DVC       | Retraitée |

Chazelles-sur-Lavieu faisait partie de la communauté d'agglomération de Loire Forez de 2003 à 2016 puis a intégré Loire Forez Agglomération.

## Démographie
L'évolution du nombre d'habitants est connue à travers les recensements de la population effectués dans la commune depuis 1793. Pour les communes de moins de 10 000 habitants, une enquête de recensement portant sur toute la population est réalisée tous les cinq ans, les populations de référence des années intermédiaires étant quant à elles estimées par interpolation ou extrapolation. Pour la commune, le premier recensement exhaustif entrant dans le cadre du nouveau dispositif a été réalisé en 2008.

En 2022, la commune comptait 255 habitants, en évolution de −9,89 % par rapport à 2016 (Loire : +1,32 %, France hors Mayotte : +2,11 %).
| 1793 | 1800 | 1806 | 1821 | 1831 | 1836 | 1841 | 1846 | 1851 |
| ---- | ---- | ---- | ---- | ---- | ---- | ---- | ---- | ---- |
| 700  | 505  | 770  | 690  | 675  | 735  | 743  | 708  | 713  |

| 1856 | 1861 | 1866 | 1872 | 1876 | 1881 | 1886 | 1891 | 1896 |
| ---- | ---- | ---- | ---- | ---- | ---- | ---- | ---- | ---- |
| 705  | 685  | 687  | 659  | 686  | 718  | 720  | 666  | 649  |

| 1901 | 1906 | 1911 | 1921 | 1926 | 1931 | 1936 | 1946 | 1954 |
| ---- | ---- | ---- | ---- | ---- | ---- | ---- | ---- | ---- |
| 701  | 680  | 623  | 569  | 547  | 505  | 477  | 447  | 366  |

| 1962 | 1968 | 1975 | 1982 | 1990 | 1999 | 2006 | 2008 | 2013 |
| ---- | ---- | ---- | ---- | ---- | ---- | ---- | ---- | ---- |
| 307  | 259  | 221  | 174  | 156  | 177  | 228  | 242  | 279  |

| 2018 | 2022 | - | - | - | - | - | - | - |
| ---- | ---- | - | - | - | - | - | - | - |
| 262  | 255  | - | - | - | - | - | - | - |

## Lieux et monuments
La commune abrite un ancien couvent de la congrégation des sœurs Saint Joseph, aujourd'hui restauré par l'ethnologue Daniel Pouget qui en a fait un lieu d'expositions.
- Église Saint-Michel de Chazelles-sur-Lavieu. Le clocher a été inscrit au titre des monuments historiques en 1926[20].

## Personnalités liées à la commune
- Daniel Pouget (1937-2016), ethnologue, écrivain et conservateur des musées du Forez, a vécu à Chazelles-sur-Lavieu.